# Museo archeologico di Pafo
Il Museo archeologico di Pafo (in greco Αρχαιολογικό Μουσείο Πάφου?) è un museo della cittadina cipriota di Pafo che espone reperti archeologici provenienti da tutta l'area del distretto omonimo.  
Il museo fu inaugurato nel 1964. Ha subito vari ampliamenti e migliorie nel 1965, nel 1977, nel 1987 e tra il 2014 e 2020 è stato completamente rinnovato.

## Collezioni
Il museo ospita una serie di reperti archeologici del distretto di Pafo che permettono di illustrare la storia della zona dal Paleolitico superiore fino all'epoca romana. L'esposizione è ordinata cronologicamente e tematicamente.
Dei periodi Paleolitico e Neolitico si espongono ritrovamenti di insediamenti risalenti al periodo fra 10000 e 8000 anni prima di Cristo.
Al periodo Calcolitico (3900-2500 a. C.) appartiene una serie di reperti che mostra una società con maggior organizzazione sociale ed economica, che aveva contatti con la terraferma. Spiccano i primi oggetti di rame e figure a forma di croce.
All'Età del bronzo antica e media appartiene una serie di recipienti di ceramica e altri oggetti relativi allo sviluppo di attività agricole, minerarie e tessili. Sono esposti anche reperti della tarda età del bronzo, un periodo in cui l'attività produttiva e commerciale del rame che faceva capo a Pafo si sviluppò in maniera notevole.
Nei secoli successivi l'importanza di Pafo sia commerciale sia culturale fu notevole, come mostrano i notevoli ritrovamenti procedenti da alcuni scavi dei periodi geometrico e arcaico. Pafo fu sede di un regno nei periodi geometrico, arcaico e classico; era presente un grande santuario di Afrodite, nonché altri santuari rurali minori dispersi nella regione. A queste epoche risalgono differenti reperti scultore — specialmente le statuette che erano parte delle offerte religiose —, iscrizioni e monete.
Nel IV secolo a.C. fu fondata Nea Pafos, che divenne la capitale di tutta l'isola, un grande centro economico durante tutto il periodo ellenistico e anche in epoca romana. A queste epoche risalgono monete, grandi anfore e importanti opere d'arte — statue, ceramiche, oggetti di metallo, avorio, gioielli — in cui si rappresenta dettagliatamente la dea Afrodite, ma anche altre figure mitologiche. I reperti funerari comprendono sarcofaghi, statue e colonne. Si conservano anche dipinti murali che decoravano l'interno delle tombe o delle case e si riproduce una cucina di questo periodo per mostrarne la vita quotidiana. Inoltre, l'importanza del luogo per la medicina è testimoniata dai reperti di attrezzatura medica e dall'uso terapeutico di fonti termali.
È esposta una grande iscrizione del II secolo, in onore degli imperatori Antonino Pio e Marco Aurelio, per la ricostruzione del teatro della città.